# Acraea hova
Acraea hova is een vlinder uit de familie van de Nymphalidae. De wetenschappelijke naam van de soort is voor het eerst geldig gepubliceerd in 1833 door Jean Baptiste Boisduval.

## Verspreiding en leefgebied
Deze vlindersoort is endemisch op Madagaskar.

## De rups en zijn waardplanten
De waardplanten behoren tot de families Aristolochiaceae en Apocynaceae.

## Bijzondere kenmerken
Deze giftige vlinder scheidt in nood een druppel gele, onsmakelijke vloeistof af in de bek of snavel van de belager, die de vlinder onmiddellijk loslaat. Meestal overleeft deze taaie vlinder de aanval.